# Мартынов, Дмитрий Павлович
Дмитрий Павлович Мартынов (1856—1900) — русский деятель народного образования, автор учебных и методических пособий. Действительный статский советник

## Биография
Родился в 1856 году в семье священника села Троица на Соти в Любимском уезде Ярославской губернии.
Учился в Ярославской духовной семинарии, в 1879 году окончил физико-математический факультет Московского университета.
С 1 октября 1879 года служил в ведомстве Министерства народного просвещения, преподавал математику в Калужской гимназии; 1 октября 1887 года получил чин коллежского советника, 28 декабря 1890 года — орден Св. Станислава 3-й степени.
С 23 августа 1891 года занимал должность директора народных училищ Олонецкой губернии; был пожалован орденом орденом Св. Станислава 2-й степени, а 14 мая 1896 года произведён в чин действительного статского советника; за участие во Всероссийской нижегородской выставке 1896 года он был удостоен Почётного диплома первого разряда.
Умер 28 мая (10 июня) 1900 года в Санкт-Петербурге. В этом же году его «Азбука-скороучка» вышла девятым изданием. Кроме неё им было написано и издано (с последующими переизданиями) множество учебных и методических пособий: «Арифметика» (Калуга, 1881), «Общепонятная арифметика» (1887), «Учебник методики арифметики», «Ученический задачник с ученическим учебником по начальной арифметике» (1888), «Книга „Цыфирь“: Учител. руководство для нач. обучения арифметике» (1892), «Систематический подбор упражнений и задач для самостоятельных занятий учеников» (1893), «Ученический задачник, или Сборник упражнений и задач для начального обучения арифметике» (1893), «Русская история в самых простых рассказах со сборником исторических стихотворений» (1894), «Книга для чтения в младшем отделении начальных училищ», «Книга для чтения в старшем отделении начальных училищ, городских и сельских».